# Buretsu
Cesarz Buretsu (jap. 武烈 天皇 Buretsu tennō) – 25. cesarz Japonii według tradycyjnego porządku dziedziczenia.
Buretsu panował w latach 498-506.
Mauzoleum cesarza Buretsu znajduje się w Kashiba w prefekturze Nara. Nazywa się ono Kataoka no Iwatsuki no oka no kita no misasagi.